# Woleu-Ntem
Woleu-Ntem é uma província do Gabão, cuja capital é a cidade de Oyem. Sua população projetada para 2006, a partir do último censo realizado em 1993, é de aproximadamente 137.000 habitantes.	

## Departamentos
Lista dos departamentos da província com as respectivas capitais entre parênteses:
|  | - Haut-Komo (Médouneu) - Haut-Ntem (Minvoul) - Ntem (Bitam) - Okano (Mitzic) - Woleu (Oyem) |